# Афанасьев, Иван Иванович (кораблестроитель)
Иван Иванович Афанасьев (1730—после 1774) — корабельный мастер полковничьего ранга, строитель кораблей для Балтийского флота, «новоизобретённых кораблей» и других судов для Азовского флота.

## Биография

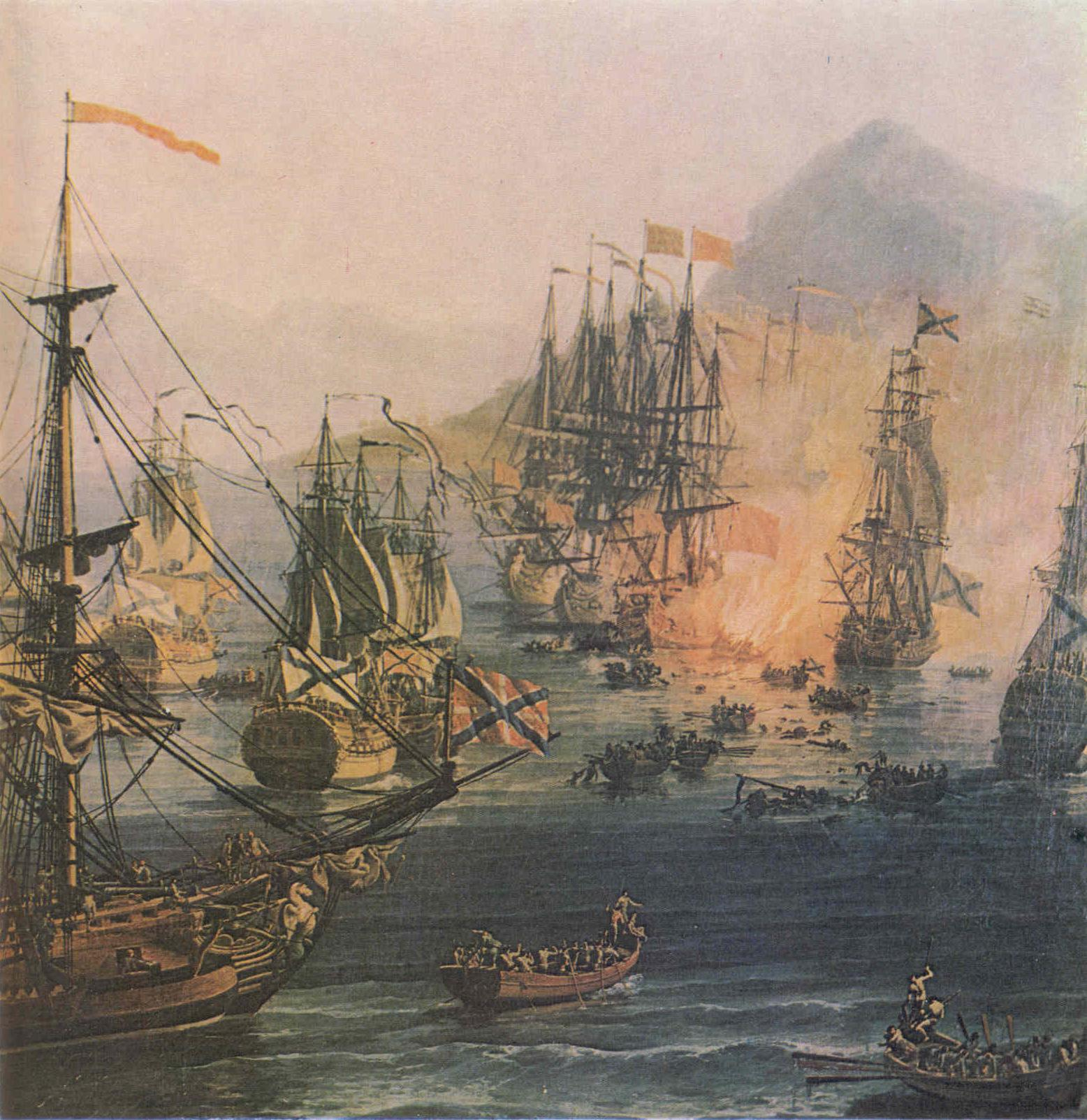
П. Ж. Волэр «Бой в Хиосском проливе», на первом плане пакетбот «Почтальон»

Иван Иванович Афанасьев родился в 1730 году.
Поступил на службу в 1745 году. Под руководством английских корабельных мастеров, строивших русские корабли в Санкт-Петербурге в первой половине XVIII века, на практике изучал науку судостроения.
С декабря 1758 года И. Афанасьев в Главном Санкт-Петербургском Адмиралтействе участвовал в постройке 80-пушечного корабля «Святая Екатерина» (первоначально имел название «Принц Георг»), строителем которого был Александр Сютерланд. В 1761—1762 годах И. Афанасьев был произведён в корабельные мастера и самостоятельно достраивал корабль, производил спуск его на воду.
В 1763—1764 годах самостоятельно построил в Санкт-Петербурге 34-х пушечный фрегат «Надежда благополучия», специально предназначенный для плаваний в Средиземном море.
В 1765 году Иван Афанасьев был направлен на Олонецкую верфь, где построил два пакетбота «Летучий» и «Почтальон», которые были спущены на воду в 1766 году, и также как фрегат «Надежда благополучия» приняли участие в Первой Архипелагской экспедиции 1769—1775 годов.

### Строитель «новоизобретённых кораблей»
В конце 1768 года Адмиралтейств-коллегия начала разработку проекта «новоизобретённых кораблей» четырёх типов. В создании проекта участвовали контр-адмирал А. Н. Сенявин, вице-адмирал Г. А. Спиридов, строители В. А. Селянинов, И. В. Ямес (Джеймс Лэмб) и Иван Афанасьев.
В январе 1769 года Афанасьев был направлен в Тавров. На Икорецкой верфи достраивал пять 44-пушечных прамов типа «Гектор», которые были заложены ещё в 1739 году, но в связи с подписанием Белградского мирного договора между Россией и Турцией не были достроены. При достройке прамов Иван Афанасьев познакомился с молодым мичманом, будущим адмиралом Фёдором Ушаковым, который на верфи занимался доставкой корабельного леса и трудился на достройке «своего» прама № 5, впоследствии получившего название «Троил».
Осенью 1769 года начались кораблестроительные работы по созданию «новоизобретённых кораблей» на Павловской, Икорецкой и Новохопёрской верфях. В сентябре 1769 года на Павловской верфи были заложены трёхмачтовый корабль «Хотин». Корабль имел длину 31,8 м, ширину 8,25 м и осадку при полной нагрузке 2,75 м. Его вооружение составляло 16 12-фунтовых пушек, экипаж — 157 человек. Спущен на воду 17 марта 1770 года. Вошёл в состав Азовского флота. 3 сентября 1769 года в Новопавловске были заложены ещё четыре «новоизобретённых» двухмачтовых корабля: «Азов», «Новопавловск», «Корон», «Журжа» и «Таганрог» на Новохопёрской верфи, которые также строил И. И. Афанасьев. Корабли были построены и спущены на воду 19 марта 1770 года и 22 апреля ушли к Азову. На Икорецкой верфи строились новоизобретённые корабли «Модон» и «Морея», которыми впоследствии командовал Ф. Ушаков.
На верфях при постройке «новоизобретённых кораблей» работал сын Ивана Ивановича Афанасьева — Семён, которому в некоторых источниках приписывается авторство строительства кораблей отца. Однако в этот период Семён Афанасьев был слишком молод и, будучи корабельным подмастерьем, занимался только поиском строительного леса для корабельных работ.
Работая на Икорецкой верфи, Иван Афанасьев предложил отказаться от строительства на ней больших кораблей, из-за трудностей их перехода по обмелевшей реке Воронеж. В 1769 году — верфь закрыли, а строительство кораблей было перенесено на другие верфи.
В 1770 году Афанасьев предложил строить первые фрегаты Азовской флотилии на Новохопёрской верфи, а затем переводить их в Таганрог для окончательной достройки, что значительно ускоряло процесс строительства судов и пополнение флота.
В 1770—1771 годах Иван Афанасьев строил 32-х пушечные номерные фрегаты «Первый» и «Второй» на Новохопёрской верфи. Летом 1772 года корабельный мастер организовал перевод кораблей через мелководный бар в дельте Дона в Азовское море.
В 1771 году за постройку прамов и «новоизобретённых кораблей», а также за руководство поиском лесов для строительства кораблей Иван Афанасьев был пожалован денежной премией в 1260 рублей, а 31 декабря 1772 года ему было присвоено звание корабельного мастера полковничьего ранга.
В 1773 году Иван Афанасьев построил на Павловской верфи два больших палубных вооружённых бота и два галиота.
В январе 1774 года начал строительство 42-х пушечных фрегатов «Пятый», «Шестой» и «Седьмой».
Дальнейшие следы жизнедеятельности Ивана Афанасьева теряются.

## Кораблестроители Афанасьевы
В исторических источниках XVIII века и в последующих публикациях встречается информация о трёх корабельных мастерах Афанасьевых: Иван Афанасьев (1705—1784), Иван Иванович Афанасьев (1730—после 1774) и Семён Иванович Афанасьев (ок. 1750—1793). В ранних источниках зачастую каждому из них ошибочно приписывается авторство строительства кораблей другого.
- Отец — Иван Афанасьев (1705—1784), строитель пакетботов, бригантин, дубель-шлюпок и барж на Олонецкой верфи[1].
- Сын — Семён Иванович Афанасьев — в 1777—1793 годах строитель кораблей, обер-интендант Черноморского флота[16][17].